# Furusato (álbum de Yuzu)
Furusato (ふるさと) estilizado como FURUSATO é um álbum de estúdio lançado pela banda japonesa Yuzu em 7 de outubro de 2009. O álbum alcançou a primeira posição no ranking semanal da Oricon, permanecendo nessa posição por uma semana, o álbum fez ainda outras 33 aparições no ranking da Oricon.

## Faixas
1. Overture～FURUSATO～
2. Niji  (Versão de álbum) (虹 (Versão de álbum))
3. Aitai (逢いたい)
4. Futatsu no kotoba (二つの言葉)
5. Interlude～Furutsu☆Paradise～ (Interlude～フルーツ☆パラダイス～)
6. Ichigo (いちご)
7. Superman (スーパーマン)
8. Haruka (はるか)
9. Yesterday and Tomorrow
10. Shish Kebab (シシカバブー)
11. Restaurant (レストラン)
12. Zenmai (ゼンマイ)
13. Interlude~Haruka na tabiji~ (Interlude～はるかな旅路～)
14. Mirai (みらい)[1]